# Stela (botanika)
Stela je ime za prostorsko porazdelitev rastlinskega žilja, zgrajenega iz posamičnih žil (sestavljenih iz prevajalnih tkiv ksilema in floema). Predstavlja osrednji del stebla in korenine, gradijo pa jo tkiva, ki izvirajo iz rastlinskih meristemov, in sicer iz prokambija. Med osnovne gradnike stele spadajo prevajalna tkiva, parenhimatski osrednji stržen in pericikel, ki predstavlja skrajni zunanji del, v koreninah meječ na endoderm, plast iz celic z odebeljenimi celičnimi stenami.
Stelo so začeli obravnavati v poznem 19. stoletju, ko sta jo francoska botanika P. E. L. van Tieghem in H. Doultion uporabila kot model za razumevanje odnosov med poganjkom in korenino ter za preučevanje evolucije morfologije višjih rastlin.

## Protostela
Zgodnje višje rastline so imele stebla, kjer je osrednji del predstavljalo prevajalno tkivo, ki je bilo sestavljeno iz krožno (cilindrično) oblikovanega ksilema, obdanega z območjem floema. Ponekod se je okoli obeh tipov prevajalnih tkiv pojavljal tudi endoderm, ki je nadzoroval pretok vode v in iz žile. Takšno izvorno razporeditev rastlinskega žilja imenujemo protostela.
Obstajajo tri glavni tipi protostele:
- haplostela: protostela, zgrajena iz krožno oblikovanega ksilema, ki ga obdaja obroč floemskih celic.[8][1] Tovrstno protostelo navadno obkroža tudi endoderm.[9] Ta tip stele gradi tako imenovana hadrocentrična žila (tj. žila, kjer je ksilem obdan s floemom).[1]

- aktinostela: je tip protostele, kjer osrednji del iz prevajalnih tkiv ni pravilnih oblik, ampak je oblikovan nepravilno žarkasto (v obliki zvezde). Tudi pri tej različici protostele ksilemske celice predstavljajo notranjo plast, ki jo obdaja tanki sloj floemskih celic. Žila takšne stele se imenuje radialna žila (pri kateri sicer floem ne obdaja ksilema v celoti, ampak se nahaja zgolj med kraki zvezdasto oblikovanega ksilema). Aktinostelo lahko najdemo pri primitivnih praprotnicah in v koreninah dvokaličnic.[1][6]
- plektostela: protostela, kjer je ksilemsko tkivo v obliki podolgovatih ploščatih in v isto smer usmerjenih trakov, ki so lahko med seboj povezani. Zunanji in vmesni ovoj tvori floemsko tkivo. Plektostela naj bi izvirala iz aktinostele. Med rastline, ki imajo plektostelo, spada lisičjak (Lycopodium), pri katerem se ta stela pojavlja v steblu.[1][6][10]

## Sifonostela
Bistvena značilnost sifonostel je parenhimatsko tkivo, ki se pojavlja v obliki stržena, in se nahaja v osrednjem delu stebla ali korenine. Prevajalni elementi tako gradijo krožno oblikovan sloj, ki ovija osrednji stržen. Slednji občasno propade (ter sprhni) in tako steblo obstane votlo. Za sifonostele so značilne tudi prekinitve žilja na mestih, kjer izraščajo listi.
Sifonostela je lahko ektofloemska (floem se pojavlja le na zunanji strani ksilema) ali amfifloemska (floem je tako na zunanji kot tudi notranji strani ksilema). Med živečimi rastlinskimi vrstami se amfifloemska sifonostela pojavlja pri mnogih praprotih in nekaterih kritosemenkah. Primer takšne praproti so pripadniki rodu venerinih laskov (Adiantum), kjer je amfifloemska sifonostela prisotna v koreniki.
Poznamo več različic amfifloemskih sifonostel in ektofloemskih sifonostel:
- solenostela: kadar žilje prekinja le malo prekinitvenih mest, na katerih izraščajo listi, in so obstoječe prekinitve v navpičnem nizu poredko porazdeljene ter se med seboj ne prekrivajo (v eni prečni liniji je največ ena prekinitev). Takšna sifonostela je prisotna pri številnih živečih praprotnicah.[1][12]
- dioktiostela: kadar je v žilju več prekinitvenih mest, ki takšni steli dajejo videz več osamelih otočkov ksilema, pri čemer je vsak obdan s floemom. Posameznemu otočku (iz floema in ksilema) rečemo meristela. Mesta odcepitve listnih rež so v navpičnem nizu razporejena gosteje kot pri solenosteli, prav tako se med seboj prekrivajo. Med živeči rastlinskimi taksoni imajo takšen tip sifonostele samo nekatere praprotnice (v svojih steblih), pa tudi redke semenke (denimo iglavci).[1][13]
- evstela: za takšno stelo je značilno, da se prevajalno tkivo pojavlja v obliki dobro vidnih skupkov – žil, medtem ko osrednji del predstavlja stržen. Evstela se pojavlja predvsem v steblih, pa tudi v koreninah enokaličnic. Žile, ki sestavljajo evstelo, so lahko kolateralne (floem je le na eni strani ksilema) ali bikolateralne (regijo ksilema na obeh straneh omejuje floem). Poleg klasične evstele se v steblih enokaličnic (kot sta denimo rž in koruza) pojavlja tudi različica evstele, ki ima v steblu veliko neenakomerno razporejenih žil, in se imenuje ataktostela.[4][2][6][14]